# 반출생주의

아르투어 쇼펜하우어(1788 - 1860), 유명한 반출생주의자

반출생주의(反出生主義, antinatalism, 또는 anti-natalism)는 인간의 출산을 비윤리적 행위로 간주하는 철학적 관점이다. 
현대 반출생주의 옹호자로서 데이비드 베네타가 가장 잘 알려져 있다. 그는 존재하게 되는 것이 항상 심각한 해악이라고 주장한다. 그를 제외한 반출생주의자들은 '동의'나 소극적 공리주의에 기반해 논리를 전개하는 경우가 많다.
비동일성 문제의 해결책 중 하나로 제시된다. 반출생주의라는 명칭은 먼저 있던 일본의 번역을 따른 것으로 여겨진다.

## 반출생주의의 논의

### 인구과잉
반출생주의가 인구과잉이나 기아의 문제를 해결할 수 있다고 지지자의 대부분이 생각하고 있다. 또, 고갈성 자원의 감소도 회피할 수 있다. 인도나 중국 등의 몇 개의 나라는 가정 내의 아이의 수를 줄이는 정책을 채용하고 있다.
이러한 정책은 모든 출산을 부정적으로 파악하고 있는 것은 아니지만, 심각한 인구과잉의 염려나 나라의 자원에의 무거운 부담을 억제하는데 도움이 되고 있다.

### 도의적 책임
쇼펜하우어는 근본적으로 인생은 욕망과 권태를 오가면서 필연적으로 고통으로 이어질 수 밖에 없는 과정이라 규정하며 가장 합리적인 입장은 아이를 이 세계에 만들어 내지 않는 것이라고 주장한다. 노르웨이의 철학자 Peter Wessel Zapffe는 아이가 동의 없이 세계에 만들어지는 것에도 유의하고 있다.
데이비드 베네타는 의식적 존재를 만드는 행위에 대해 결코 이타적인 근거를 찾을 수 없고 그 행위 자체로는 항상 해악일 수밖에 없음을 지적하며, 태어나지 않음으로써 미래의 가능한 모든 고통과 불행으로부터 영구히 면제되는 상태 자체가 태어나게 될 경우와 비교 검토했을 때 더 나은 상태가 된다는 점을 논증한다.

### 행복
부모가 되고 아이를 기르는 일이 반드시 행복을 가져온다고는 말할 수 없다. 아이의 입장에서 봐도 아이는 부모를 선택할 수 없기에 육아에 부적격인 부모, 아동 심리를 모르는 부모(이른바 '독친') 아래에서 태어나면 필연적으로 아이는 불행하게 된다.
아이를 가지는 부모는 아이가 없는 가정과 비교할 때 통계적으로 유의미하게 행복 수준이 낮고 생활 만족도, 결혼 만족도, 정신적 건강 상태 등이 나쁘다는 증거 또한 유럽과 미국에서 연구 보고하고 있다.

## 페테르 베셀 삽페의 견해
페테르 베셀 삽페는 인간 존재를 생물학적인 모순으로 보았다. 그에 따르면, 의식은 지나치게 진화한 나머지 다른 동물처럼 자연스럽게 기능하지 않는다. 인식되는 정보는 우리가 소화할 수 있는 능력을 벗어났다. 우주 공간에서의 인간의 허약함과 미약함은 우리의 인식능력에 의해 우리 자신에게 명백하게 드러난다. 우리는 영생을 꿈꾸지만 동시에 죽음을 숙명적인 것으로 인식할 수 있는 유일한 생물종이다. 우리는 자신과 타인의 과거와 미래를 분석할 수 있으며 수십억 명의 사람들의 고통을 상상하고, 그 고통에 동정심을 느낀다. 우리는 정의와 의미를 이 세상에 기대하지만, 사실 그러한 것들은 존재하지 않는다. 이러한 사실은 의식을 가지고 있는 인류 개개인이 비극적 존재라는 것을 확연히 보여준다. 우리는 현실적으로 만족될 수 없는 영성에 관한 욕구를 가지고 있으며, 그럼에도 현실을 왜곡하고 제한적으로 인식하는 방법으로 이러한 비극을 모면한다. 이를 위해 인간 존재는 결과적으로 개인적으로나 사회적으로나 복잡한 방어기제 네트워크를 개발했다. 그에 따르면, 인류는 이러한 자기기만을 중지해야 하며 가장 바람직한 방법은 출산을 회피함으로써 자발적으로 멸종하는 것이다.

## 비판
학계에서 제기되는 반출생주의 관련 비판은 절대 다수의 경우 베나타의 반출생주의 논변(태어나지 않는 것이 낫다) 비판에 집중되는 경향이 있다. 데이비드 드그라지아, 테오 A.F. 판 빌리헌뷔르흐 등은 비존재의 이익관심 또는 비존재를 포함하는 가치론적 비교 자체가 애초에 형이상학적으로 무의미하다고 본다. 일부 재야연구가들은 실천윤리와 하먼의 형식논리적 반박을 결합하여 반박을 시도하였다.윤리 판단은 실재·경험·책임의 삼중 조건을 충족하는 존재에 대해서만 정당화될 수 있으며, 비존재를 대상으로 한 가치 귀속이나 현장성을 결여한 발화는 존재론적·윤리적으로 모두 무효라는 것이다.

## 반출생주의자
- 에밀 시오랑
- 아르투어 쇼펜하우어
- 에두아르트 폰 하르트만
- 유리우스 반센
- 매치 하이리
- 우르릿히 홀스트맨
- 필립 마인렌더
- 페테르 베셀 삽페
- 에드거 사르타스
- 자코모 레오파르디
- 토마스 리고티
- 페르난도 바레이호
- 리처드 스톨먼
- 테오필 드 지로
- 데이비드 베네타
- 훌리오 카브레라

## 같이 보기
- 아동 복지
- 아동심리학
- 피투성
- 출생주의